# Slot Örebro
Het slot van Örebro is een kasteel in de Zweedse stad Örebro. Het is gebouwd op een eiland in de rivier Svartån. Over hoe oud het kasteel is, is niet veel bekend. Men weet dat er in 1300 een fort is gebouwd op het eiland, waarschijnlijk door Magnus Eriksson. Het kasteel is sinds 1935 een nationaal monument.

## Het slot tegenwoordig
Niets van het interieur is onveranderd gebleven. Sinds 1977 woont de gouverneur van Örebro län in het kasteel. De gemeenteraad was hier al eerder en het gemeentelijk museum van Örebro had hier tussen 1856 en 1963 een aantal collecties gevestigd.
Sommige delen van het kasteel zijn opengesteld voor publiek. Er zijn een aantal tentoonstellingen en een restaurant, café en bezoekerscentrum voor toeristen. Sommige kamers van het kasteel worden door de Karolinska School gebruikt als klaslokalen.
Op de muur van het kasteel staat een aantal kanonnen van het in 1679 bij Kalmar gezonken schip 'Enigheden', die in 1909 uit het wrak werden gehaald.

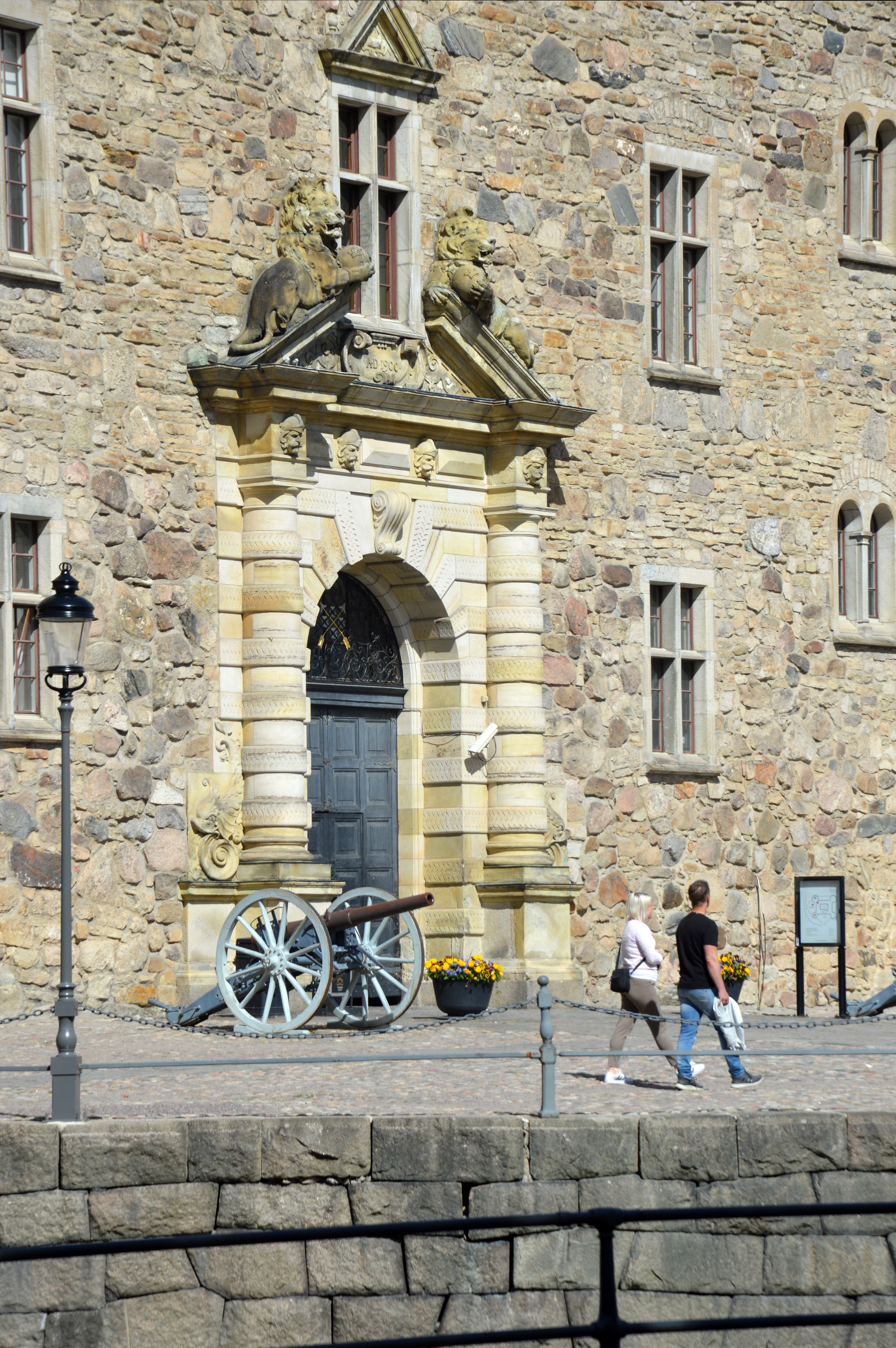
Oostelijke ingang